# کروپالاتی
کروپالاتی (به ایتالیایی: Cropalati) یک منطقهٔ مسکونی در ایتالیا است که در استان کزنتزا واقع شده‌است.

## خصوصیات
کروپالاتی ۳۲ کیلومترمربع مساحت و ۱٬۲۶۳ نفر جمعیت دارد و ۳۸۴ متر بالاتر از سطح دریا واقع شده‌است.